# Perdita brevicornis
Perdita brevicornis är en biart som beskrevs av Timberlake 1980. Perdita brevicornis ingår i släktet Perdita och familjen grävbin. Inga underarter finns listade i Catalogue of Life.